# Seznam mest v Lihtenštajnu
Seznam mest (občin) v Lihtenštajnu:
- Balzers
- Eschen
- Gamprin
- Malbun
- Mauren
- Planken
- Ruggell
- Schaan
- Schellenberg
- Triesen
- Triesenberg
- Vaduz